# Berdan-Talsperre
Die Berdan-Talsperre (türkisch Berdan Barajı) befindet sich in der südtürkischen Provinz Mersin am Fluss Berdan Çayı.
Die etwa 2 km nördlich der Stadt Tarsus gelegene Berdan-Talsperre wurde in den Jahren 1975–1984 als Erdschüttdamm errichtet. Die Mehrzwecktalsperre dient der Bewässerung, dem Hochwasserschutz, der Energieerzeugung und der Trinkwasserversorgung.
Das Absperrbauwerk hat eine Höhe von 41,6 m über Talsohle und 66 m über Gründungssohle.
Der Staudamm besitzt ein Volumen von 2,16 Mio. m³.
Der Stausee bedeckt eine Fläche von 6,55 km² und verfügt über ein Speichervolumen von 87,5 Mio. m³.
Die Talsperre ist für die Bewässerung einer Fläche von 33.861 ha ausgelegt.
Die Talsperre versorgt die Großstädte Tarsus und Mersin mit Trinkwasser.
Das Wasserkraftwerk der Berdan-Talsperre verfügt über eine installierte Leistung von 10,2 Megawatt. Das Regelarbeitsvermögen liegt bei jährlich 48 GWh.